# 眠狂四郎無頼剣
『眠狂四郎無頼剣』（ねむりきょうしろうぶらいけん）は、1966年公開の日本映画。三隅研次監督、市川雷蔵主演による時代劇シリーズ、第8弾。原作者の柴田錬三郎には不評を買った様で、「これは狂四郎ではない」と激怒したという。

## 配役
- 市川雷蔵 : 眠狂四郎
- 天知茂 : 愛染
- 藤村志保 : 勝美
- 工藤堅太郎 : 小鉄
- 島田竜三 : 伊佐
- 永田靖 : 武部仙十郎
- 酒井修 : 志麻
- 水原浩一 : 多兵
- 高杉玄 : 膳所
- 山本一郎 : 室
- 南条新太郎 : 久三
- 原聖四郎 : 同心天城
- 橘公子 : 妻お菅
- 三木本賀代 : 娘お曽代
- 遠藤辰雄 : 日下部玄心
- 上野山功一 : 一文字屋巳之吉
- 香川良介 : 弥彦屋彦右衛門

## 併映作品
- 『兵隊やくざ 大脱走』

## 市川雷蔵主演 眠狂四郎シリーズ
- 眠狂四郎殺法帖（1963年11月2日公開) 監督：田中徳三
- 眠狂四郎勝負（1964年1月9日公開）監督：三隅研次
- 眠狂四郎円月斬り（1964年5月23日公開）監督：安田公義
- 眠狂四郎女妖剣（1964年10月17日公開）監督：池広一夫
- 眠狂四郎炎情剣（1965年1月13日公開）監督：三隅研次
- 眠狂四郎魔性剣（1965年5月1日公開）監督：安田公義
- 眠狂四郎多情剣（1966年3月12日公開）監督：井上昭
- 眠狂四郎無頼剣（1966年11月9日公開）監督：三隅研次
- 眠狂四郎無頼控 魔性の肌（1967年7月15日公開）監督：池広一夫
- 眠狂四郎女地獄（1968年1月13日公開）監督：田中徳三
- 眠狂四郎人肌蜘蛛（1968年5月1日公開）監督：安田公義
- 眠狂四郎悪女狩り（1969年1月11日公開）監督：池広一夫